# 사이 (나루토)
사이(サイ)는 만화 《나루토》의 등장인물이다.
성우: 히노 사토시 / 박성태
나뭇잎 마을을 탈주한 사스케를 대신하여 카카시반에 들어온 암부 양성 기관 뿌리에 소속해 있는 닌자이다. 사이라고 하는 이름은 단조가 카카시반에 들어갔을 때 지어준 가명이며, 본명은 불명이다. 나이는 나루토, 사쿠라보다 1살 많다.
암부 뿌리에서 감정을 죽이는 훈련을 받아 왔기 때문에 감정을 가지고 있지 않으며, 등장 초기에는 거짓 웃음을 지으며 거친 발언을 하거나 마을을 빠져나간 사스케에 대해 함부로 말하는 행동 때문에 나루토나 사쿠라와 대립하는 일이 자주 있었다.
「그림 재능」이라고 하는 특수한 능력을 가졌기에, 자주 쓴느 술법이 그린 그림을 실체화 하여 조종하는 인법 초수위화이다. 등에는 문진 칼이라고 하는 직사각형의 칼을 차고 있다. 단조에게 인정받은 실력이기에 뿌리만의 강력한 봉인술을 전수받았다.